# Хоселин Эстеффания Веласкес Моралес
Хоселин Эстеффания Веласкес Моралес — гватемальская активистка и координатор нескольких НПО.
Веласкес — активистка за феминизм, женские сексуальные и репродуктивные права. В настоящее время она через НПО Go Joven Guatemala, Girls Not Brides и Fondo CAMY помогает обучать девочек и молодых женщин в гватемальских общинах по вопросам сексуальности и профилактики. Она также борется за то, чтобы положить конец принудительным бракам и нежелательной беременности в Гватемале.
В 2018 году Веласкес вошла в список 100 женщин Би-би-си.